# Myrmica salina
Myrmica salina este o specie de furnici care face parte din genul Myrmica. Acestea au o distribuție largă în Europa și Siberia, fiind abundente în mai multe foste republici ale Uniunii Sovietice, unde habitatele preferate sunt biotopuri halofite relativ umede. Ruzsky a fost cel care a descris primul exemplar al speciei, în 1905.

## Taxonomie
M. Ruzsky a descris pentru prima dată un specimen de M. salina în 1905. Istoricul taxonomic al M. salina este complicat deoarece se consideră că specimenele tip au fost pierdute, iar descrierea originală a speciei era ambiguă. De când a fost descrisă, furnica a primit trei sinonime, fiind numită Myrmica scabrinodis ahngeri de Karavaiev în 1926, Myrmica georgica de Seifert în 1987, și, mai recent, în 2004, Myrmica tobiasi de Radcenko și Elmes.

## Descriere
Aspectul furnicii M. salina este similar cu cel al furnicii Myrmica scabrinodis, dar foarte diferit în comparație cu cealaltă rudă a sa, Myrmica slovaca. Descrierea M. salina de mai jos se bazează pe publicații originale ale lui Ruszky, precum și observații menționate în Radcenko și Elmes (2010):
Descrierile furnicilor M. salina s-au bazat pe lucrătoare, regine și masculi colectați din diferite locuri în Siberia și Kazahstan. Furnicile lucrătoare au o lungime medie de 4,7–5 mm, sunt de culoare maronie-roșie, cu partea dorsală a capului și primul segment gastral maro închis sau negricios-brun. Antenele, mandibulele, picioarele, apexul și gasterul sunt de culoare mai deschisă. Reginele și masculii sunt de aceeași dimensiune, de obicei de 5-6 mm lungime. Regina are caracteristici similare cu lucrătoarele, cu excepția culorii mult mai închise față de cea a lucrătoarelor, precum și segmentele bazale ale antenelor mai groase la mijloc.

## Areal
M. salina a fost observată numai în habitate umede și ude, de obicei în căutare de hrană sau chiar locuind în biotopuri halofite, care au fost studiate în Siberia de Vest și Kazahstan. Habitatul tip este sărătura, furnica locuind în sol și sub roci, în iarbă, mai ales în sol salin. Arealul de răspândire al M. salina este, în principal, Europa Centrală și Europa de Est, fiind întâlnită în țări precum Austria, Republica Cehă, Slovenia, Croația, România și Rusia (inclusiv în partea asiatică a Rusiei), în timp ce în Asia (în special în țările din fosta Uniune Sovietică) este găsită în Georgia, Kârgâzstan și Kazahstan.

## Etimologie
Numele speciei, salina, provine din latina medievală și face referire la habitatul preferat de aceste furnici, mlaștinile de sărătură.